# Juan de Torquemada
Juan de Torquemada, O.P., španski rimskokatoliški duhovnik, škof in kardinal, * 1388, Valladolid, † 26. september 1468, Italija.

## Življenjepis
18. decembra 1439 je postal kardinal. Naslednje leto, 27. julija 1440, je bil postavljen za škof Cádiza.
To dolžnost je opravljal do 11. julija 1442, ko je postal škof Orense. Leta 1445 je odstopil kot škof Orense.
31. julija 1460 je postal škof Leóna in 26. januarja 1463 še enkrat škof Orense. 5. maja 1463 je postal škof Sabine e Poggie Mirtete, kar je opravljal do svoje smrti, 26. septembra 1468.
Bil je stric prvega velikega inkvizitorja Španije, Tomása de Torquemade
- Decretum Gratiani, 1727